# Марта Торен
Марта Торен (швед. Märta Torén; 21 травня 1925, Стокгольм, Швеція — 19 лютого 1957, там же) — шведська акторка.

## Біографія
Марта Торен народилася 21 травня 1925 року в Стокгольмі (Швеція).
За свою акторську діяльність, яка тривала в 1941-1957 роках, Марта Торен знялася в близько 30-ти фільмах.
У 1952 році одружилася з Леонардо Берковічі (1908-1995), народила дочку.
30-річна Торен померла 19 лютого 1957 року в Стокгольмі (Швеція) через внутрішньомозковий крововилив. 

## Вибрана фільмографія
- 1951: Сірокко / Sirocco — Віолетта